# 이양초등학교 묵곡분교
이양초등학교 묵곡분교는 전라남도 화순군 이양면 묵곡리 363에 있었던 공립 초등학교이다.

## 연혁
- 1963년 4월 1일 이양북국민학교 묵곡분교장 개교
- 1965년 3월 2일 송곡국민학교 승격
- 1968년 2월 15일 제1회 졸업식
- 1988년 3월 1일 이양북국민학교 묵곡분교장
- 1996년 3월 1일 이양초등학교 묵곡분교
- 1999년 3월 1일 폐교